# 中国人民解放军南部战区空军海上训练基地
中国人民解放军南部战区空军海上训练基地，位于广西壮族自治区北海市，隶属中国人民解放军空军南宁基地。

## 沿革
2012年，中国人民解放军广州军区空军海上训练基地成立，隶属中国人民解放军广州军区空军。该训练基地是空军海上训练保障专设机构，担负空军航空兵海上突防突击、飞行员海上跳伞救生等保障任务。成立后，该训练基地分住“两省四片”，面临“有部队缺营房、有船艇缺码头、有任务缺标准”的困难。2016年，更名中国人民解放军南部战区空军海上训练基地，隶属中国人民解放军空军南宁基地。2017年1月22日，南部战区空军海上训练基地进驻新营区仪式举行，南部战区空军南宁基地政委徐桂明，中共北海市委副书记蔡中平等30多位军地各单位领导以及海上训练基地全体官兵参加了进驻仪式，南部战区空军南宁基地副司令员杨明君宣布了进驻命令，该海上训练基地政委吴富伟作了进驻致辞。

## 历任领导
| 司令员 - 陈兴元（？—） | 政治委员 - 吴富伟（？—） |